# ثيلما ولويز (فلم)
ثيلما ولويز (بالإنجليزية: Thelma & Louise) هو فيلم أمريكي أخرجه ريدلي سكوت سنة 1991 وقد حاز على جائزة أوسكار لأفضل سيناريو. بطولة الفيلم جينا ديفيس (تيلما) وسوزان سارندون (لويز).

## وصلات خارجية
- ثيلما ولويز على موقع IMDb (الإنجليزية)
- ثيلما ولويز على موقع ميتاكريتيك (الإنجليزية)
- ثيلما ولويز على موقع الموسوعة البريطانية (الإنجليزية)
- ثيلما ولويز على موقع روتن توميتوز (الإنجليزية)
- ثيلما ولويز على موقع نتفليكس (الإنجليزية)
- ثيلما ولويز على موقع ألو سيني (الفرنسية)
- ثيلما ولويز على موقع Turner Classic Movies (الإنجليزية)
- ثيلما ولويز على موقع أول موفي (الإنجليزية)
- ثيلما ولويز على موقع بوكس أوفيس موجو (الإنجليزية)
- ثيلما ولويز على موقع فيلمافينيتي (الإسبانية)

1. 1 2  وصلة مرجع: http://www.imdb.com/title/tt0103074/. الوصول: 8 أبريل 2016.
2. 1 2  وصلة مرجع: http://www.metacritic.com/movie/thelma-louise. الوصول: 8 أبريل 2016.
3. ↑  وصلة مرجع: https://www.boxofficemojo.com/movies/?id=thelmaandlouise.htm.
4. ↑  "قاعدة بيانات الأفلام على الإنترنت" (بالإنجليزية). Retrieved 2017-04-14.{{استشهاد ويب}}:  صيانة الاستشهاد: لغة غير مدعومة (link)
5. ↑  وصلة مرجع: https://www.oscars.org/oscars/ceremonies/1992.
6. 1 2 3 4 5  وصلة مرجع: http://www.allocine.fr/film/fichefilm_gen_cfilm=6787.html. الوصول: 8 أبريل 2016.
7. 1 2  وصلة مرجع: https://www.filmaffinity.com/en/film373151.html. الوصول: 8 أبريل 2016.
8. 1 2 3 4 5 6 7 8  وصلة مرجع: http://www.cinemotions.com/Thelma-et-Louise-tt1556. الوصول: 8 أبريل 2016.
9. 1 2 3 4 5 6 7 8 9  وصلة مرجع: http://www.imdb.com/title/tt0103074/fullcredits. الوصول: 8 أبريل 2016.